# M270 MLRS
Az M270 MLRS (feloldva Multiple Launch Rocket System, magyarul „rakéta-sorozatvető rendszer”) rakétatüzérségi eszköz, melyet az amerikai hadsereg számára fejlesztettek ki, ahol az első egységek 1983. március végén álltak szolgálatba. A rendszert széleskörűen alkalmazzák és Európa szerte gyártották a NATO tagállamok: összesen 1300 darabot 23 év alatt, több mint 700 000 rakétával együtt. A rendszert bevetették az öbölháborúban, ahol a gyakorlatban jól használható és hatásos eszköznek bizonyult. A MLRS gyártása 2003-ban fejeződött be, az utolsó tételt Egyiptom hadseregének szállították le.
Célja és rendeltetése, ahogy a többi nehéz-sorozatvető esetében is (pl. BM–30 Szmercs), a nagy hatású tűzcsapásmérés és a nagy kiterjedésű aknamezők gyors telepítése az ellenség harcászati mélységében.

## Részletes leírás
- Rendszerbe állítás: 1983 (US Army, az első teljes zászlóalj – 27. tábori tüzérezred 4. zászlóalja, 4th Bn, 27th FA – 1985 telén kezdte a kiképzést),
- Első harci bevetés: 1991., Öbölháború,
- Legénység: 3 fő,
- Tömeg (harci): 24 756 kg
- Hossz: 7,06 m
- Szélesség: 2,9 m
- Magasság: 2,59 m
- Magasság (teljesen felemelt vetőcső-konténerrel): m
- Sebesség (úton): 64 km/h
- Hatótávolság: 480 km
- Újratöltés: 8 perc
- Meghajtás: Turbo-feltöltéses V8 Cummins VTA903 dízel-motor
- Átlagos egység-költség: 2 300 000 USA $

## MLRS rakéták és lövedékek

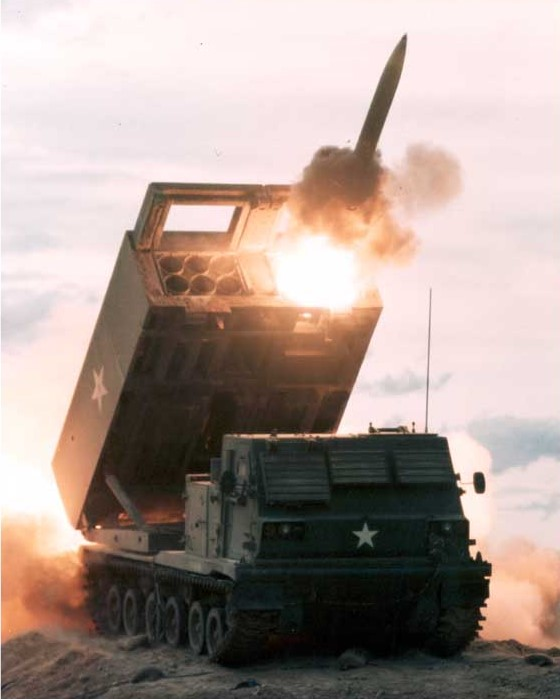
M270 MLRS rakétaindítást hajt végre

Az M270 rakétavető rendszer képes az összes MFOM (MLRS Family of Munition, azaz „MLRS lövedékcsalád”) indítására, melyeket a különböző gyártóországok fejlesztettek ki:
- Amerikai Egyesült Államok
  - M26 – DPICM-rakéta (Dual-Purpose Improved Conventional Munition, azaz „kettős célú javított hagyományos töltény”) 644 darab M77 típusú résztöltettel, 23 km-os hatótávolsággal.
    - M26A1 – Megnövelt hatótávolságú rakéta (Extended Range Rocket, ERR), 45 km-es hatótávolsággal és M85 résztöltetekkel.
    - M26A2 – M26A1 M77 résztöltetekkel.

  - M27 – Gyakorló változat, tehetetlenségi (ballisztikus) rávezetéssel.
  - M28 – Gyakorló változat. M26 három ballaszt és három füstképző konténerrel a résztöltetek helyén.
    - M28A1 – Csökkentett hatótávolságú gyakorló rakéta (Reduced Range Practice Rocket, RRPR) töltetlen orr-résszel. Hatótávolság 9 km-re csökkentve.

  - XM29 – Rakéta irányított rávezetésű és páncélromboló (Sense and Destroy Armor, SADARM) résztöltettel. Nem rendszeresített.
  - M30 – Irányított MRLS (GMRLS). Precíziós rávezetésű rakéta, 60–100 km-es hatótávolsággal, 404 darab M85 résztöltettel. Elő-sorozatgyártásban.
    - M30A1: Irányított,  precíziós rávezetésű rakéta alternatív harci résszel:  résztölteteket wolfram golyókra cserélték.
    - M30A2: Irányított,  precíziós rávezetésű rakéta alternatív harci résszel:  résztölteteket 200 fontos (90kg ) tömegú repeszromboló harci résszel

  - XM135 – Bináris vegyi harcanyaggal szerelt (VX). Nem rendszeresített.
  - MGM–140A – Harcászati támadó rakétarendszer (Army Tactical Missile System, ATACMS). Irányított lövedék, különböző robbanófejekkel.
- Egyesült Királyság, Franciaország, Németország
  - AT2 – SCATMIN rakéta (Scatterable Mine, azaz aknaszóró) 28 harckocsiaknával és 38 km-es hatótávolsággal.

### Rakéták részletes leírása
- Űrméret: 227 mm (8.94 in)
- Hossz: 3,94 m (12.93 ft)
- Meghajtás: Folyékony rakéta-hajtóanyag

- M26
  - Tömeg: 306 kg
  - Hatótávolság: 32 km (20 mérföld)
  - Robbanófej: 644 M77 DPICM töltet
- M26A1/A2
  - Tömeg: 296 kg
  - Hatótávolság: 45 km (28 mérföld)
  - Robbanófej:
    - M26A1 – 518 db M85 DPICM-résztöltet
    - M26A2 – 518 db M77 DPICM-résztöltet

- M30/XM31
  - Hatótávolság: 45 km (28 mérföld)
  - Rávezetés: GPS/INS
  - Robbanófej:
    - M30 – 404 db M85 DPICM-résztöltet
    - XM31 – 90 kg HE

- AT2 SCATMIN
  - Tömeg: 254.46 kg
  - Hatótávolság: 39 km

- PARS SAGE-227 F
  - Tömeg: 300 kg/160 kg
  - Hatótávolság: 70 km

## Alkalmazók
- Bahrein hadereje
- Dánia hadserege
- Finnország hadereje
- Franciaország hadereje
- Egyiptom hadereje
- Németország hadereje
- Görögország hadereje
- Izrael hadereje
- Olaszország hadereje
- Japán Önvédelmi Haderő
- Norvégia hadereje
- Szaúd-Arábia hadereje
- Dél-Korea hadereje
- Törökország hadereje
- Brit haderő
- Az Amerikai Egyesült Államok hadereje
- Ukrán Fegyveres Erők – Ukrajna 9 egységet kapott, ezek első példányai 2022. augusztus 12-én érkeztek meg Ukrajnába.[1] Három M270B1 MLRS Nagy-Britanniából, további három ugyanilyen típusú egység Norvégiából[2] és három M270 MARS II változat Németországból[3] érkezik Ukrajnába. A szállításról 2022. május 9-én írtak alá kölcsönbérleti szerződést. 2022 szeptemberében a német kormány újabb két MARS II rakétarendszer átadásáról döntött.[4]

## Külső hivatkozások
- Lockheed US MLRS (angolul)
- British MLRS (angolul)
- Designation Systems (angolul)
- Diehl BGT – German developer and manufacturer of GMLRS (angolul)